# Leprosenkapelle (Bad Wurzach)

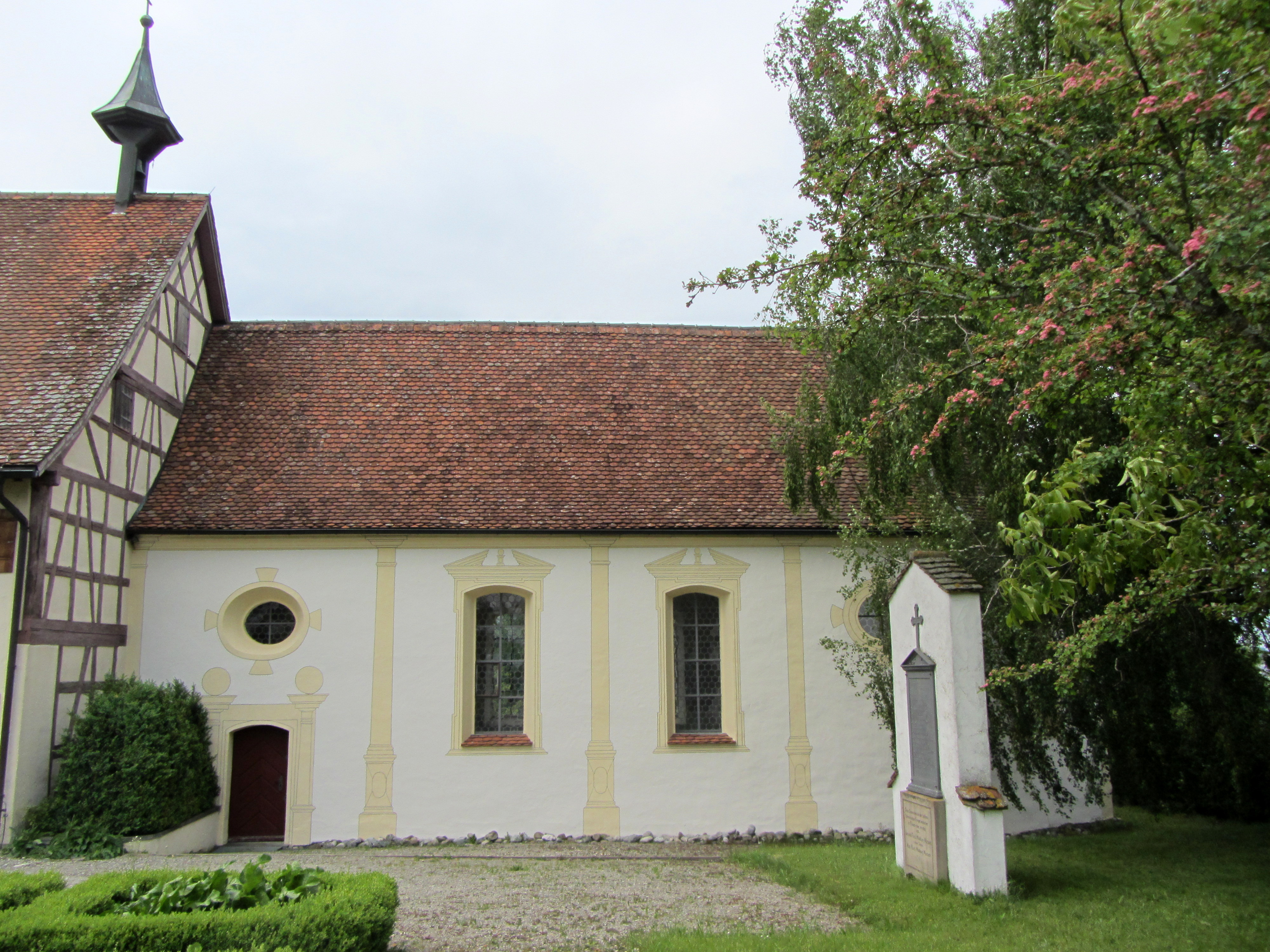
Leprosenkapelle (2012)

Die Leprosenkapelle ist eine vermutlich von Johann II. von Waldburg-Wolfegg im Jahre 1505 gestiftete Kapelle in Bad Wurzach im Landkreis Ravensburg in Oberschwaben.

## Beschreibung

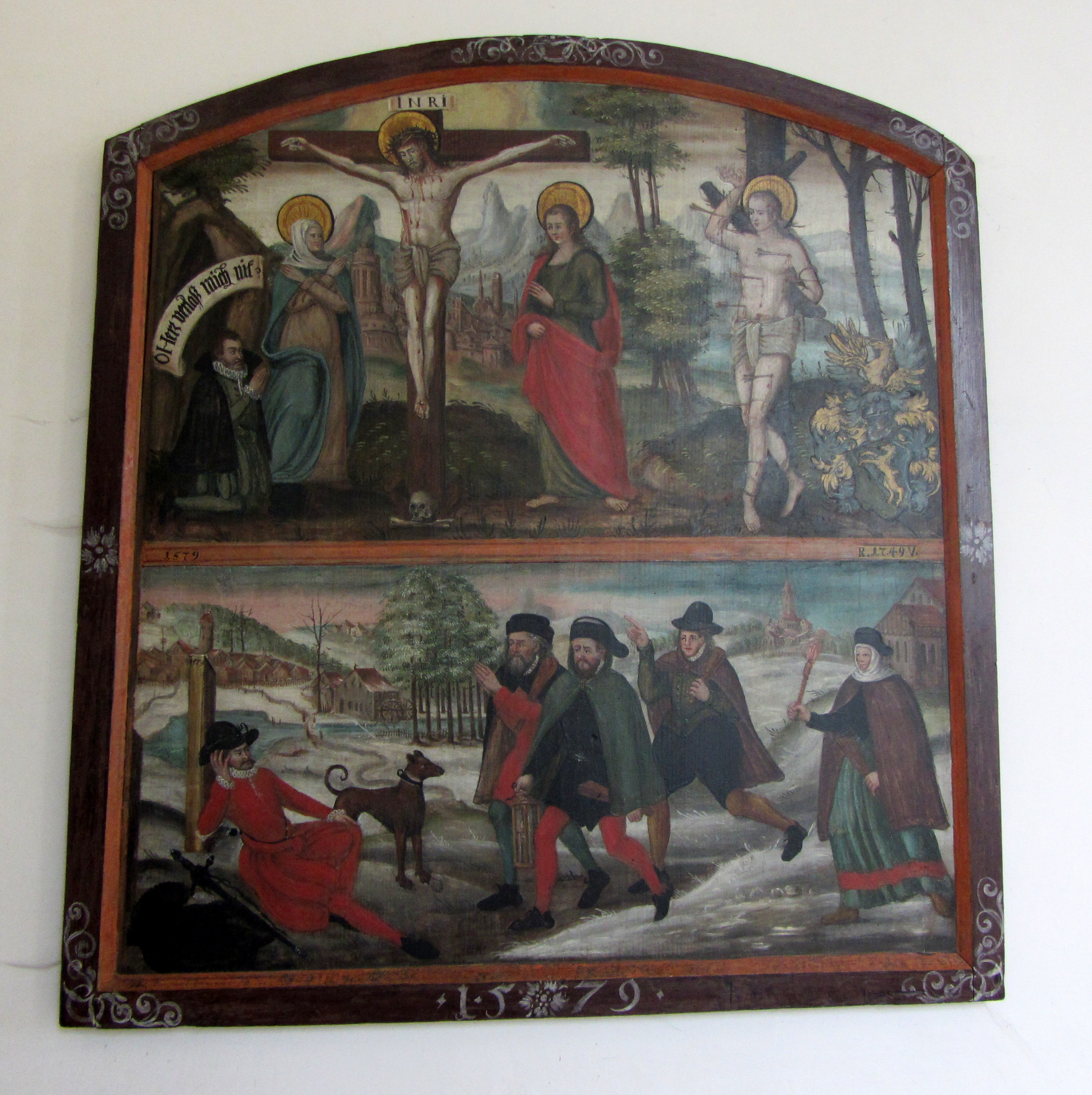
Votivtafel (2012)

Die Kapelle befindet sich an der Bundesstraße 465 unterhalb des Leprosenbergs, gegenüber den Gebäuden der Firma Oberland Glas. Sie ist ein östlicher Anbau an das Leprosenhaus. Dieses Siechenhaus wurde erstmals 1355 urkundlich erwähnt; hier wurden Leprakranke, von den Gesunden abgesondert, bis zu ihrem Tod gepflegt.
In der biberschwanzgedeckten geosteten Kapelle mit eingezogenem Chor ist eine Votivtafel erhalten, welche die möglichen Hintergründe der Stiftung schildert. Im oberen Bildteil der Tafel kniet der Stifter – vermutlich Johann II. von Waldburg-Wolfegg († 1511), Gatte von Helena von Hohenzollern – neben einer Kreuzigungsgruppe. Rechts von der Kreuzigungsgruppe ist der Pestheilige Sebastian an einem Pfahl dargestellt, darunter die Legende der Stiftung. Die Szene spielt im Wurzacher Ried. Ein vornehm gekleideter, an einem Holzpfahl ruhender Mann, der sich vermutlich im Ried verirrt hatte, wird von drei Männern und einer Frau mit einer Fackel gefunden. Die drei Männer und die Frau sind anhand von Lepraklappern und Lepramänteln als leprakrank identifizierbar. Zwischen der Gruppe der Leprosen und dem vermutlich adeligen Herrn ist ein Hund zu sehen. Er soll die Aussätzigen im nahe dem Ried gelegenen Leprosenhaus alarmiert haben, die ihn dann fanden. Zum Dank an die Rettung aus dem unübersichtlichen Ried soll der adlige Herr die Leprosenkapelle gestiftet haben.
1570 wurde die Kapelle erstmals renoviert und verlängert und 1720 in barocker Weise umgestaltet. Von der ursprünglichen Ausstattung ist nur wenig erhalten. Der Altar vom Bad Wurzacher Bildhauer Johann Ruez befindet sich seit dem Jahre 1926 in der Pfarrkirche Ratzenried. Das Chorbogenkreuz von Johann Ruez ist noch in der Kapelle.
Das Deckengemälde im Schiff aus dem Jahre 1720 mit der Heilung eines Aussätzigen stammt vom Bad Wurzacher Maler Johann Jakob Falch. Auf dem Bild sieht man eine Siechenlinde, eine Stadt im Hintergrund, bei der es sich um Wurzach handeln könnte, und Personen mit spitzen Hüten in den Händen.
In den Jahren 1871 bis 1959 diente die Kapelle der evangelischen Kirchengemeinde als Gotteshaus. In der Kapelle befindet sich keine Orgel.